# Carl-Frederik Bévort
Carl-Frederik Bévort, né le 24 novembre 2003 à Copenhague, est un coureur cycliste danois. Il participe à des compétitions sur route et sur piste. Il est notamment champion du monde de poursuite par équipes en 2023 et 2024 ainsi que champion d'Europe de poursuite par équipes en 2021.

## Palmarès sur route
- 2020
  - 2e du championnat du Danemark du contre-la-montre juniors
- 2021
  -  Champion du Danemark sur route juniors
  -  Champion du Danemark du contre-la-montre juniors
  -  Champion du Danemark du contre-la-montre par équipes juniors
  - 4e du championnat du monde du contre-la-montre juniors
- 2022
  - 3e du championnat du Danemark sur route espoirs
  - 6e du championnat du monde du contre-la-montre espoirs
- 2023
  -  Champion du Danemark du contre-la-montre espoirs
  - Fyen Rundt
  - 3e étape du Tour de l'Avenir (contre-la-montre par équipes)
  -  Médaillé d'argent du championnat d'Europe du contre-la-montre espoirs

### Classements mondiaux
| Année                                 | 2022 | 2023 | 2024  |
| ------------------------------------- | ---- | ---- | ----- |
| Classement mondial                    | 631e | 664e | 1018e |
| UCI Europe Tour                       | 489e | nc   | nc    |
|                                       |      |      |       |
| Légende : nc = non classéSource : UCI |      |      |       |

## Palmarès sur piste

### Jeux olympiques
- Paris 2024
  - 4e de la poursuite par équipes

### Championnats du monde
| Édition / Épreuve              | Poursuite par équipes                           |
| Saint-Quentin-en-Yvelines 2022 | Bronze                                          |
| Glasgow 2023                   | Or (avec Leth, Rodenberg, Larsen et Pedersen)   |
| Ballerup 2024                  | Or (avec Hansen, Rodenberg, Larsen et Pedersen) |

### Championnats d'Europe
| Édition / Épreuve          | Poursuite individuelle | Poursuite par équipes                   | Scratch |
| Fiorenzuola 2020 (juniors) | Argent                 |                                         |         |
| Granges 2021               |                        | Or (avec Malmberg, Aagaard et Pedersen) |         |
| Munich 2022                |                        | Argent                                  |         |
| Granges 2023               |                        |                                         | 9e      |
| Apeldoorn 2024             |                        | Argent                                  |         |

### Coupe des nations
- 2022
  - 3e de la poursuite par équipes à Glasgow
- 2023
  - 1er de la poursuite par équipes à Jakarta
  - 1er de la poursuite par équipes au Caire

### Championnats du Danemark
- 2019
  -  Champion du Danemark de course aux points juniors
  -  Champion du Danemark de l'omnium juniors
- 2020
  -  Champion du Danemark de poursuite par équipes
  -  Champion du Danemark de l'américaine juniors (avec Adam Holm)
- 2022
  -  Champion du Danemark du kilomètre
  -  Champion du Danemark de poursuite